# 本庄村 (広島県安芸郡)
本庄村（ほんじょうむら）は、広島県安芸郡にあった村。現在の呉市、安芸郡熊野町の一部にあたる。

## 地理
- 河川：二河川[1]

## 歴史
- 1889年（明治22年）4月1日、町村制の施行により、安芸郡栃原村、苗代村、押込村、平谷村、川角村が合併して村制施行し、本庄村が発足[1][2]。
- 1918年（大正7年）二河川上流に海軍により本庄水源地（本庄ダム）完成[1]。
- 1931年（昭和6年）4月1日、村域を二分割し、大字栃原・苗代・押込は安芸郡焼山村と合併して昭和村を新設し、大字平谷・川角は安芸郡熊野町に編入され廃止[1][2]。

### 地名の由来
かつて当地が本庄と称されたという口碑に基づく。

## 産業
- 農業[1]